# The Best of 1990-2000
The Best of 1990-2000 es un álbum recopilatorio de la banda irlandesa de Rock U2 publicado en 2002. En diciembre del mismo año, fue publicado un DVD bajo el mismo título.
El álbum incluye dos nuevas canciones: "Electrical Storm", publicada como sencillo, y "The Hands That Built America", publicada en la banda sonora de la película de Martin Scorsese Gangs of New York con un arreglo distinto a la versión incluida en el álbum. 
Supone también la primera publicación de U2 en incluir "Hold Me, Thrill Me, Kiss Me, Kill Me", un sencillo de 1995 incluido en la banda sonora de Batman Forever, así como "Miss Sarajevo", otro sencillo de 1995 publicado en el álbum Original Soundtracks No. 1 y acreditado a Passengers, un seudónimo utilizado como proyecto paralelo por U2, Brian Eno y otros invitados.
La edición en DVD es más extensa e incluye vídeos de cada canción, así como comentarios del director, varias canciones no disponibles en la versión CD y tres documentales de corta duración.

## Lista de canciones

### Disco uno
1. "Even Better Than the Real Thing"  – 3:39
2. "Mysterious Ways" – 4:02
3. "Beautiful Day"  – 4:05
4. "Electrical Storm" (William Orbit Mix)  – 4:37
5. "One"  – 4:35
6. "Miss Sarajevo" (editada)  – 4:30
7. "Stay (Faraway, So Close!)"  – 4:58
8. "Stuck In A Moment You Can't Get Out Of"  – 4:31
9. "Gone" (New Mix)  – 4:32
10. "Until the End of the World"  – 4:38
11. "The Hands That Built America"  – 4:57
12. "Discothèque" (New Mix)  – 4:40
13. "Hold Me, Thrill Me, Kiss Me, Kill Me"  – 4:44
14. "Staring at the Sun" (New Mix)  – 4:48
15. "Numb" (New Mix)  – 4:21
16. "The First Time"  – 3:44

### Disco dos: B-sides
1. "Lady with the Spinning Head" (Extended Dance Mix)  – 6:06
2. "Dirty Day" (Junk Day Mix)  – 4:40
3. "Summer Rain"  – 4:07
4. "Electrical Storm" (Band Version) – 4:26
5. "North and South of the River"  – 4:36
6. "Your Blue Room"  – 5:26
7. "Happiness Is a Warm Gun" (The Gun Mix)  – 4:45
8. "Salomé" (Zooromancer Remix Edit)  – 5:51
9. "Even Better Than the Real Thing" (The Perfecto Mix)  – 6:38
10. "Numb" (Gimme Some More Dignity Edit)  – 5:50
11. "Mysterious Ways" (Solar Plexus Club Mix)  – 4:08
12. "If God Will Send His Angels" (Big Yam Mix)  – 5:42
13. "Lemon" (Jeep Mix)  – 5:29
14. "Discothèque" (Hexidecimal Edit)  – 5:45

### DVD Bonus
1. "The History Mix"  – 7:40
2. "Best Of DVD Promo"  – 2:27
3. "Please" (live)  – 5:00
4. "Beautiful Day" (versión de Èze)  – 4:04

## Video
The Best of 1990–2000 fue también publicado como un vídeo recopilatorio, incluyendo videos musicales de las canciones que aparecen en el álbum. La versión en DVD incluye dos videos por cada canción, así como siete videos adicionales de canciones no incluidas en el álbum y comentarios del director junto a tres mini-documentales. La versión en VHS incluye únicamente un vídeo por cada canción.

### Lista de canciones
1. "Even Better Than the Real Thing"
  - Video de Kevin Godley
  - Video de Ritchie Smyth (remix)
2. "Mysterious Ways"
  - Video de Stéphane Sednaoui
3. "Beautiful Day"
  - Video de Jonas Åkerlund
4. "Electrical Storm"
  - Video de Anton Corbijn e interpretado por Samantha Morton
  - Documental "U2 Sur Mer"
5. "One"
  - Video de Anton Corbijn
  - Video de Phil Joanou
  - Documental "A Story of One"
  - Maurice Linnane
6. "Miss Sarajevo"
  - Video de Maurice Linnane
  - Documental "Missing Sarajevo"
  - Maurice Linnane
7. "Stay (Faraway, So Close!)"
  - Video de Wim Wenders
8. "Stuck in a Moment You Can't Get out of"
  - Video de Joseph Kahn
  - Video de Kevin Godley
9. "Gone"
  - Video de David Mallet (Popmart: Live from Mexico City)
10. "Until the End of the World"
  - Video de Kevin Godley (En vivo del Zoo TV Tour)
11. "The Hands That Built America"
  - Video de Maurice Linnane
12. "Discothèque"
  - Video de Stéphane Sednaoui
13. "Hold Me, Thrill Me, Kiss Me, Kill Me"
  - Video de Godley/Linanne
14. "Staring at the Sun"
  - Video de Jake Scott
  - Video de Morleigh Steinberg
15. "Numb"
  - Video de Kevin Godley
  - Video de Emergency Broadcast Network (remix)
16. "The Fly"
  - Video de Smith/Klein (remix)

### Videos extra
1. "Please"
  - Video de Anton Corbijn
2. "If God Will Send His Angels"
  - Video de Phil Joanou
3. "Who's Gonna Ride Your Wild Horses"
  - Video de Phil Joanou
4. "Lemon"
  - Video de Mark Neale
5. "Last Night on Earth"
  - Video de Ritchie Smyth
6. "Mofo"
  - Video de Maurice Linnane (remix)
7. "The Ground Beneath Her Feet"
  - Video de Wim Wenders

## Personal
- Bono: voz, guitarra
- The Edge: guitarra, teclados y coros
- Adam Clayton: bajo
- Larry Mullen Jr.: batería